# Jean Plichart
 (novembre 2012).
Si vous disposez d'ouvrages ou d'articles de référence ou si vous connaissez des sites web de qualité traitant du thème abordé ici, merci de compléter l'article en donnant les références utiles à sa vérifiabilité et en les liant à la section « Notes et références ».
Jean Plichart, né le 27 septembre 1950 à Paris et mort le 13 septembre 2006 au Coudray, est un peintre et graveur français.

## Biographie
Jean Plichart est né en 1950 à Paris. Pendant deux ans, de 1973 à 1974, il étudie à la faculté des arts de l'Université de Vincennes. Puis il étudie à l'école nationale supérieure des beaux-arts de Paris, pendant trois ans, de 1974 à 1977, où il travaille le dessin, la peinture et l'estampe. Il utilise alors la technique de la taille d'épargne enluminée.[réf. nécessaire]
Les principales expositions de ses œuvres ont eu lieu en France à Chartres, Dreux, Grenoble, Orléans, Rouen, Versailles, Strasbourg et Paris ; mais aussi à Londres, Oslo, New York, Spire et Ravenne.[réf. nécessaire]À partir de 1978, il participe aux foires internationales d'art contemporain (FIAC), aux SAGA (Salon de L'édition d'art à tirage limité) à Paris  et à d'autres grandes foires internationales d'art contemporain (Bâle, Francfort, Turin, Los Angeles). Lorsqu'il meurt, en 2006, à Chartres, les musées des villes de Bayeux, Chartres et Scheinfurt obtiennent les œuvres de Jean Plichart.[réf. nécessaire]

## Style
L’ensemble de l’œuvre gravé de Jean Plichart se caractérise par la recherche de nouvelles techniques d’impression permettant d'effacer la frontière entre peinture et estampe. Graveur taille-douce de formation, il pratique très tôt le burin et l’eau-forte, parfois qualifiée de « gravure de peintre »[réf. nécessaire]. Pendant presque vingt ans il explore les possibilités de ces deux techniques, sans cesser parallèlement de peindre sur toile. Il s’essaie ensuite successivement à d'autres modes d’impression comme l'épargne du bois, la sculpture ou la céramique, avant d'élaborer la sienne : la taille d'épargne enluminée, caractérisée par l'impression sur matières synthétiques (polymères), qui lui permet d’allier peinture et gravure. Le remplacement du bois par la matière synthétique offre à la taille de la plaque des possibilités démultipliées comme le découpage. L’encrage est quant à lui facilité par l’adhérence des polymères, ce qui permet de peindre la plaque comme une toile en exploitant toute la palette des couleurs.
La technique complète a pour nom taille d’épargne enluminée. C’est ce procédé d’enluminure qui caractérise véritablement la technique la plus aboutie de Jean Plichart. Il consiste à superposer trois couches de peinture en trois étapes successives. Le papier est d’abord peint pour constituer un fond qui fera l’arrière-plan du tableau. La plaque de matière synthétique gravée et évidée est ensuite encrée de peinture noire et imprimée sur le fond. L'estampe proprement dite n'apparaît qu'à la fin lorsque la plaque est peinte en couleurs et imprimée une seconde fois. C'est cette superposition de plans qui donne un effet de relief et de profondeur au tableau.
Le choix du terme d’enluminure pour caractériser sa technique montre assez son admiration pour les arts du Moyen Âge. Certains tableaux comportent des textes écrits à la main qui rappellent les codex enluminés. La différence étant, que dans l'œuvre de Jean Plichart, l’enluminure a pris le pas sur le texte.